# Sebastià Bardolet i Pujol
Sebastià Bardolet i Pujol   (Torelló, 13 de març de 1934) és un eclesiàstic català, abat de Montserrat entre 1989 i 2000.
Va ser escolà de Montserrat entre 1943 i 1948. Va entrar al monestir el 1953 i hi professà el 6 d'agost del 1954. Fou ordenat sacerdot el 24 de setembre de 1960. Llicenciat en cant gregorià i en musicologia pel Pontificio Istituto di Musica Sacra de Roma, va ser director del cant litúrgic del 1965 al 1968 a Montserrat i, després, prefecte de l'escolania fins al 1977. El 1977 era secretari del pare abat i el 1978 fou designat prior del monestir de Montserrat. El 1989, per resignació de l’abat Cassià Just, fou elegit abat de Montserrat.
El 1996 va reformar la basílica del monestir. El 1997 restaurà la Santa Cova després de l'incendi de 1994 i creà la Fundació Abadia de Montserrat 2025 per recaptar fons econòmics per reformar el conjunt arquitectònic de Montserrat i els seus serveis. Va renúnciar l’abril de l’any 2000 i fou substituït per Josep Maria Soler i Canals.